# Перес, Мелина
Мелина Нава Перес (исп. Melina Nava Pérez, род. 9 марта 1979, Лос-Анджелес, Калифорния) — американский рестлер, известная под именем Мелина. Наибольшую известность получила по своим выступлениям в World Wrestling Entertainment (WWE). В настоящее время она выступает в Impact Wrestling и National Wrestling Alliance (NWA).
В 2000 году Перес начала тренироваться, чтобы стать рестлером в School of Hard Knocks Джесси Эрнандеса, и дебютировала в 2001 году. В конце 2002 года Перес прошла прослушивание в реалити-шоу WWE Tough Enough III, но была исключена в первом раунде, и была вдохновлена Элом Сноу на продолжение карьеры рестлера. В марте 2004 года Перес подписала контракт с WWE и была назначена в Ohio Valley Wrestling (OVW), территорию развития WWE, где она стала менеджером Джонни Найтро и Джоуи Меркьюри, прозванными MNM, которые трижды становились командными чемпионами WWE.
Перес — трехкратная чемпионка WWE среди женщин, и двукратная чемпионка WWE среди див. После завоевания второго титула чемпионки WWE среди див, Перес стала первой женщиной в истории WWE, которая стала многократной чемпионкой как среди женщин, так и среди див.
Известная своей гибкостью, используемой при входе и в приёмах на ринге, Перес была названа Бретом Хартом «одним из лучших рестлеров в мире», и упомянута WWE как обладательница «возможно, самого впечатляющего арсенала приёмов в истории див».

## Личная жизнь
Перес мексиканского происхождения. Она может бегло разговаривать на двух языках — английском и испанском.
Долгое время встречалась с Джоном Хенниганом с которым встретилась во время съёмок Tough Enough III. После их разрыва, Перес недолго встречалась с рестлером Батистой. В отличие от многих див, Перес заявила, что её не интересуют съёмки для журнала Playboy.
13 апреля 2008 года Мелина вместе с Микки Джеймс, Лейлой и Келли Келли появились в эпизоде Celebrity Fit Club.

## В рестлинге

### Любимые приёмы
- Завершающие приёмы
  - California Dream[5] / Kyrapractor[5] (Muta lock) — 2007—2008
  - Extreme Makeover[5] (Springboard kneeling facebuster[13]) — 2005—2006 использовался как коронный в 2006—2011
  - Last Call (Leg trap sunset flip powerbomb)[14][15] — 2008—2014
  - Primal Scream[16][17] / Sunset Split[18] — 2007—2014
- Коронные приёмы
  - Body scissors,[5] sometimes into a pin[19]
  - Bow and arrow stretch[5]
  - Camel clutch[5]
  - Divastator[5][20]
  - Diving double knee drop to a trapped opponent across the turnbuckles[5]
  - Diving seated senton pin[21]
  - Double leg nelson submission—sometimes into a pin[22]
  - Hair-pull curb stomp[23][24]
  - Kyranium Buster (Flipping neckbreaker)[5][20]
  - Lariat[5]
  - Matrix evasion[25]—sometimes into a kick to the head[26]
  - Rope hung Boston crab[5]
  - Running split-leg Yakuza kick[27][28][29]
  - Schoolgirl roll-up[30][31][32]
  - Snapmare driver[33]
  - Tilt-a-whirl переходящее в back kick,[34] a Fujiwara armbar,[35][36] или facebuster[37][38]

### Прозвища
- «The A-List Diva»[39]
- «The Barracuda»[40][41]
- «The (self-proclaimed) Most Dominant Diva in the WWE»[7]
- «The Paparazzi Princess»[42]
- «The Red Carpet Diva»[42][43]
- «The Hell Cat»[44]

## Титулы и достижения
- The Baltimore Sun
  - Женщина года (2009)[45]
- Battle Championship Wrestling
  - BCW Women’s Championship (1 раз)[46]
- Empire Wrestling Federation
  - Зал славы EWF (2016)[47]
- Face 2 Face Wrestling
  - F2F Women’s Championship (1 раз)[48]
- Maryland Championship Wrestling
  - MCW Women’s Championship (1 раз)[49]
- Pro Wrestling Illustrated
  - № 3 в топ 50 женщин-рестлеров в рейтинге PWI 500 в 2009[50]
- Quizzlemania
  - Quizzlemania Championship (1 раз)
- Southside Wrestling Entertainment
  - Queen of Southside Championship (1 раз)[49]
  - Queen of the Ring (2016)[51]
- WWE
  - Чемпион WWE среди див (2 раза)[52]
  - Чемпион WWE среди женщин (3 раза)
- Warriors of Wrestling
  - WOW Women’s Championship (1 раз)[53][54]